# Четири реке извиру у рају и ине пловидбе
Четири реке извиру у рају и ине пловидбе је књига Илије Бакића објављена 2019. године, састављена од три новеле повезане у целину заједничком темом путовања. Илија Бакић је српски песник, приповедач, романсијер, књижевни и стрипски критичар. Велики део књижевног опуса му је везан за фантастику и авангардну књижевност, нарочито сигнализам.

## О делу
Књига је пуна митске симболике и састоји се из три новеле. Све приче су повезане пловидбом, циљ је недохватљив, а коначна лука је мутна слика у даљини. Ова књига има деликатан наратив, узбудљив путопис неизрецивог. Јунаци се појављују у различитим псеудоисторијским временима са својим сопственим животним причама, а за сваку се везује симбол лутања — пловидба.

### Стил писања
Приче су испричане богатим и повремено архаичним језиком приповедача. Необични стил и упечатљив ритам подсећа на приповедне токове бајки и митова, и евоцира догађаје који се одигравају у вечном времену, изван историје. Бакић поетички обликује приповедачки стил који захтева пуну пажњу читалаца, а они бивају награђени уживањем и сликама високог поетског набоја.

### Новеле
- Прахови ма чији
- Ветар не носи ничије гласове
- Четири реке извиру у рају

### Ликови
Ликови су сведени само на своје функције, без имена, што још више појачава необичност приповедања. У првом плану су осветљени и индивудуално приказани ликови протагониста. Остали учесници остају замагљени својом функцијом у причи, скривени под окриљем својих архетипских улога. Кроз приче о путницима Бакић убедљиво приповеда о колективном значају потраге људске цивилизације.